# رز چوبین هاوایی
رز چوبین هاوایی (نام علمی: Argyreia nervosa) نام یک گونه از تیره پیچکیان است.